# 機雷原啓開船 (ドイツ海軍)

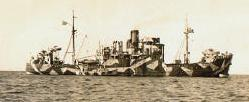
第二次大戦時の機雷原啓開船の1隻 Sperrbrecher 131

機雷原啓開船 （きらいげんけいかいせん。ドイツ語:Sperrbrecher） は、第一次・第二次の両世界大戦においてドイツ海軍が使用した掃海艦艇の一種である。

## 概要
第一次・第二次の両世界大戦においては、両陣営とも攻勢的機雷敷設作戦を実施し、相手陣営の主要航路や主要港湾周辺に機雷敷設を行った。敷設された側も、それを察知すれば直ちに掃海作業を行うが、掃海しきれない機雷や敷設を察知されなかった機雷の存在は避けられず、外洋に面していて侵入されやすい航路や港湾ほどその危険は高かった。このためドイツ海軍は、徴用した商船に所要の改装を施して、危険水域通過時の艦船の航路啓開・先導に使用した。この船舶が機雷原啓開船である。
第一次世界大戦においては、約30隻の商船が機雷原啓開船として徴用された。第二次世界大戦では、5,000t級の船舶を中心に100隻を超える数の機雷原啓開船が投入され、艦隊や輸送船団の航路啓開・先導を行い、大戦後期にはUボートの出撃・帰港時の先導・護衛に従事した。
第二次世界大戦時の機雷原啓開船は、触雷に備えて船首を強化し、乗員の防護装備や船倉への浮力材充填を施したほか、強力な対空火器や阻塞気球を搭載し、先導される艦船や港湾の防空任務も兼ねた。機雷処分のため、舷外電路を船体磁力を強めるように通電させたり、発音器を装備したりして感応機雷の作動を促進させた。このため任務は危険を伴い、第二次世界大戦で使用された機雷原啓開船は半数ほどが失われた。残存した船舶の一部は、戦後は商船に復帰した。